# 青木純
青木 純（あおき じゅん、1981年 - ）は、日本の映像作家、アニメ監督、アニメーター。
株式会社スペースネコカンパニー代表。
代表作はアニメ『ポプテピピック』（監督及びシリーズ構成を担当）。

## 略歴
沖縄県出身。2007年東京芸術大学を卒業後、同年7月にスペースネコカンパニーを創業した。
主にNHK教育テレビジョンの番組内のアニメや、各種cmのアニメーション制作を担当した。2018年のポプテピピック制作を機に、TVアニメの監督としても活動を行なっている。

## 作成作品一覧

### テレビアニメ
- ポプテピピック（2018年、シリーズディレクター、シリーズ構成、キャラクターデザイン）※ それぞれ梅木葵、木戸雄一郎と連名。
- ギャルと恐竜（2020年、シリーズ監督、シリーズ構成）
- 俺、つしま（2021年、監督）
- オンエアできない!（2022年、監督、シリーズ構成）

### みんなのうた
- ◆は、5分間1曲枠の楽曲（ロングのうた）。
- 1.WINNER / RYTHEM（2007年10月・11月放送）
- 2.みならいカメレオン / だりお&ともこ（2010年4月・5月放送）
- 3.OK食堂 / ガッツ石松&ポカスカジャン（2015年4月・5月放送）
- 4.とろろおくらめかぶなっとう / テツandトモ（2016年6月・7月放送）
- 5.君に / 湘南乃風（2023年6月・7月放送）[1]